# Дом-мастерская художника И. И. Левитана
Дом-мастерская художника И. И. Левитана — историческое здание в Москве, бывший флигель городской усадьбы купчихи Марии Морозовой, оборудованный под художественную мастерскую с жилыми помещениями, в котором с 1889 года жил, работал и скончался выдающийся художник Исаак Ильич Левитан.
Располагается по адресу: Большой Трёхсвятительский переулок, дом 1, строение 2 (бывший Большой Вузовский пер., 1, флигель во дворе). Здание отмечено мемориальной доской и является ценным объектом культурного наследия федерального значения. В настоящее время в доме размещаются мастерские аспирантов Российской академии Художеств.

## История
Классический флигель середины XIX века во владении Марии Фёдоровны Морозовой, известной и уважаемой московской благотворительницы, был перестроен в 1889 году архитектором П. А. Дриттенпрейсом на её средства сыном Сергеем для своих занятий рисованием, но в том же году он уступил дом своему другу И. Левитану.
«Во дворе городской усадьбы Марии Фёдоровны Морозовой уже существовал жилой флигель, в котором Сергей оборудовал художественную мастерскую. Видимо, разуверившись в себе как в пейзажисте, он передал мастерскую в безвозмездное пользование всё ещё бездомному Левитану, своему другу и кумиру. Вначале только мастерскую, а позже и весь флигель, что дало возможность художнику до конца жизни не заботиться более ни о жилье, ни о мастерской. По воспоминаниям современников, возле флигеля росли большие кусты сирени, внизу находились жилые комнаты, пол в которых был затянут серым сукном, а весь второй этаж, куда вела витая лестница, занимала просторная, с верхним светом и окнами на север, мастерская. Среди мольбертов и картин стояло несколько кресел, пианино, фисгармония».

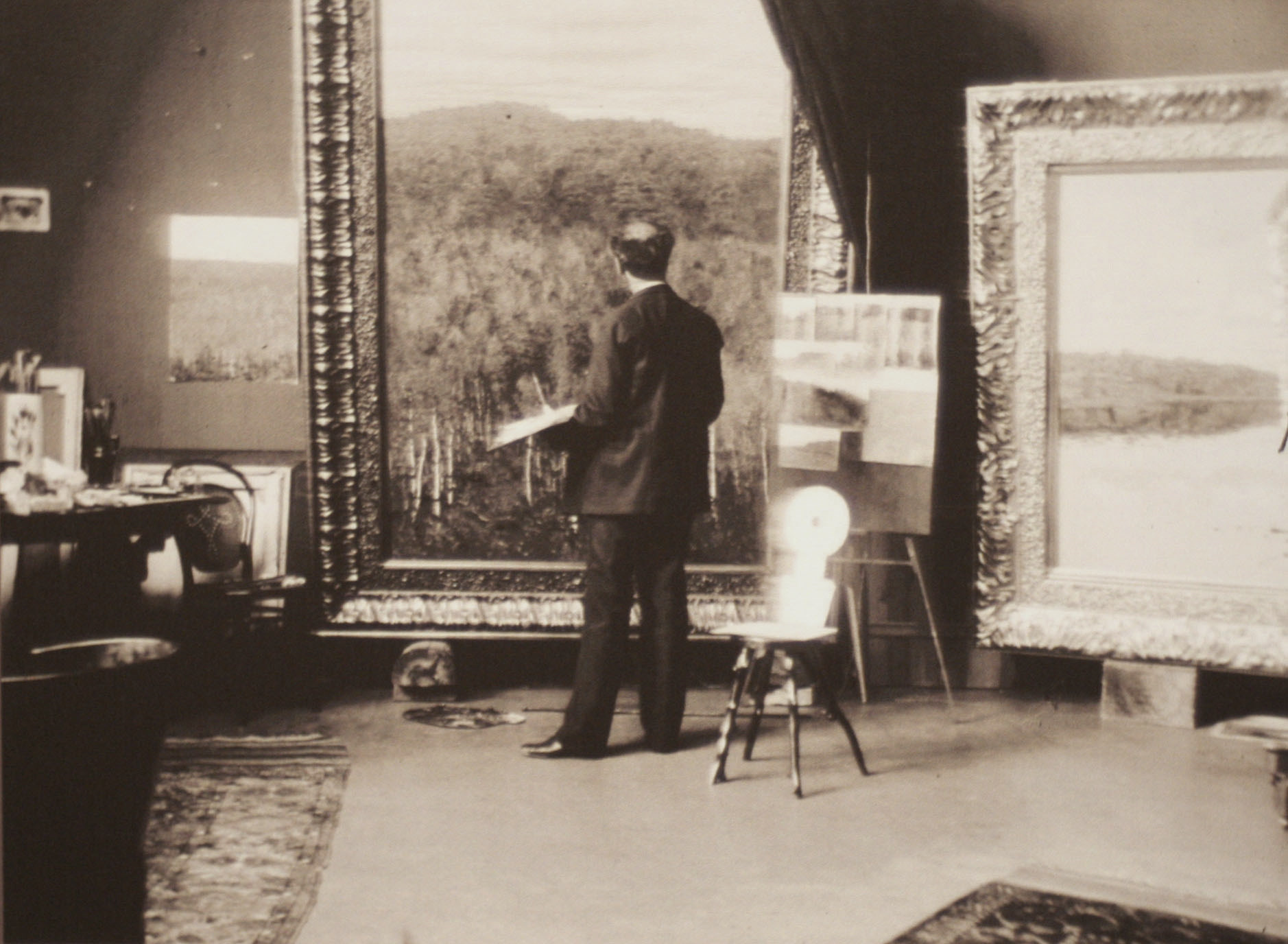
И. И. Левитан в мастерской

В книге «Москва и москвичи» В. А. Гиляровский так описывает эти события: «…через знакомых оказала поддержку талантливому юноше (художнику И. И. Левитану) богатая старуха Морозова, которая его даже в лицо не видела. Отвела ему уютный, прекрасно меблированный дом, где он и написал свои лучшие вещи…».
Фасады одноэтажного флигеля классической структуры с выступающей ротондой с полуколоннами в 1889 году были украшены наличниками, центральная часть повышена и декорирована кокошниками. Самый крупный фасад имел большое окно, кроме того, был устроен верхний свет, необходимый для занятий живописью, а венчала купол небольшая башенка с флюгером в виде стрелы.
Здесь, в морозовском владении, написаны практически все шедевры: «Над вечным покоем», «Золотая осень», «Март», «Озеро» и другие.
Отсюда, после смерти в 1900 году, Левитана провожали в последний путь. На прощании были Морозовы, В. А. Серов (специально приехавший на похороны из-за границы), А. М. Васнецов, К. А. Коровин, И. С. Остроухов, Н. А. Касаткин, Л. О. Пастернак, В. В. Переплетчиков, К. Ф. Юон, В. К. Бялыницкий-Бируля, художественный критик П. Д. Эттингер, а также ученики, знакомые и почитатели таланта художника.

## Гости мастерской
В конце 1892 года в мастерской художника побывали Великий князь Сергей Александрович и Великая княгиня Елизавета Фёдоровна. Это произошло после возвращения из изгнания, когда Левитан как «лицо иудейского вероисповедания» вместе с около 20 тысячами других евреев был вынужден покинуть Москву и некоторое время жил в Тверской и Владимирской губерниях, а затем, благодаря хлопотам друзей, ему в виде исключения позволили вернуться.
В 1893 году в этой мастерской Валентин Серов написал известный портрет И. И. Левитана.
Незадолго до смерти художника мастерскую Левитана посетил Климент Тимирязев, который хвалил его произведения и показывал свои фотографии. Великий физиолог и ботаник увлекался не только научным, но и художественно-образным восприятием природы и её отражением в поэзии и живописи.
В разные годы гостями Левитана в мастерской были знакомые художники С. П. Кувшинникова, В. Д. Поленов, А. М. Васнецов, К. А. Коровин, А. С. Степанов, А. Е. Архипов, М. В. Нестеров и другие художники, коллекционеры, а также Ф. И. Шаляпин и близкий друг Левитана — Антон Павлович Чехов.

## Фотографии

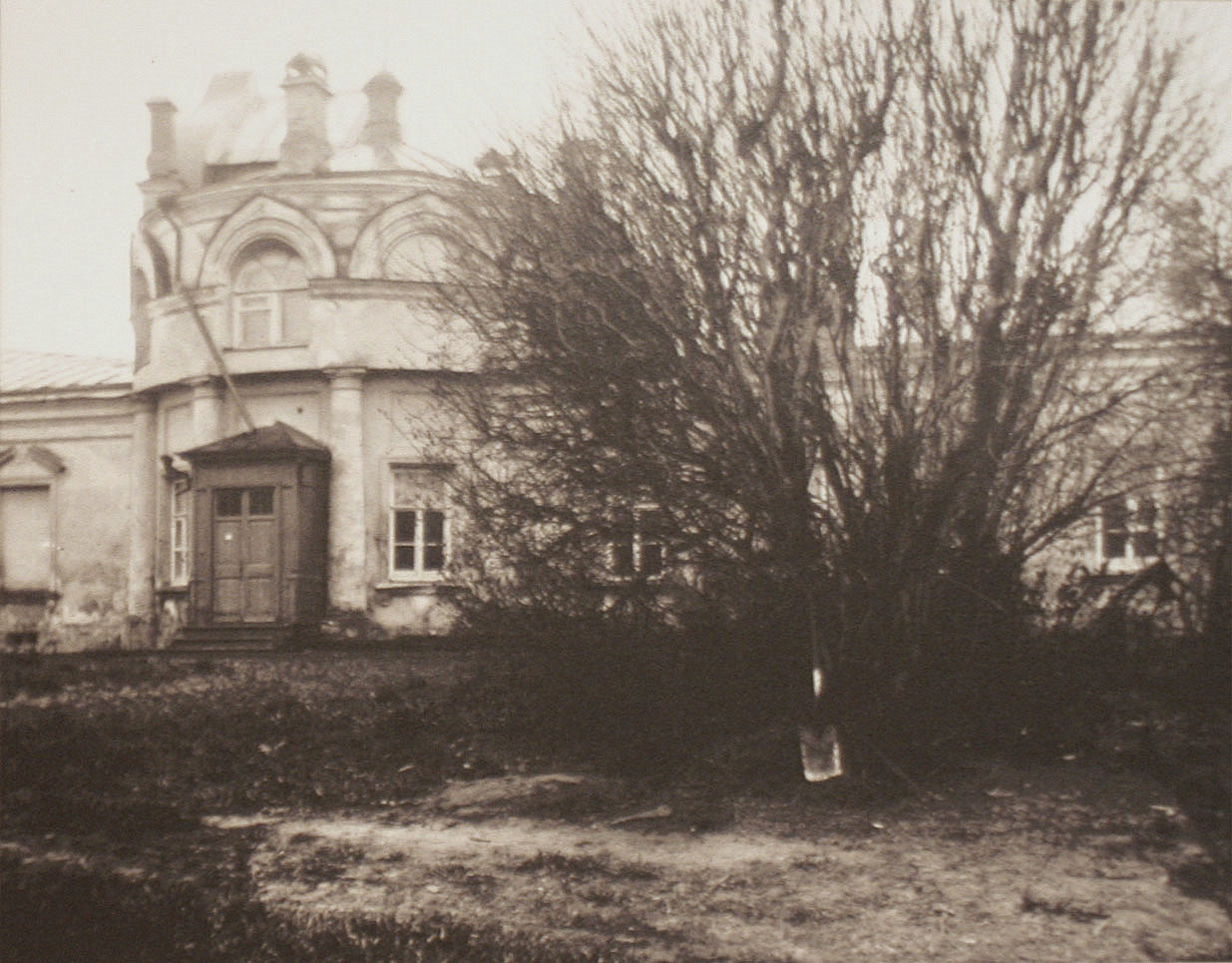
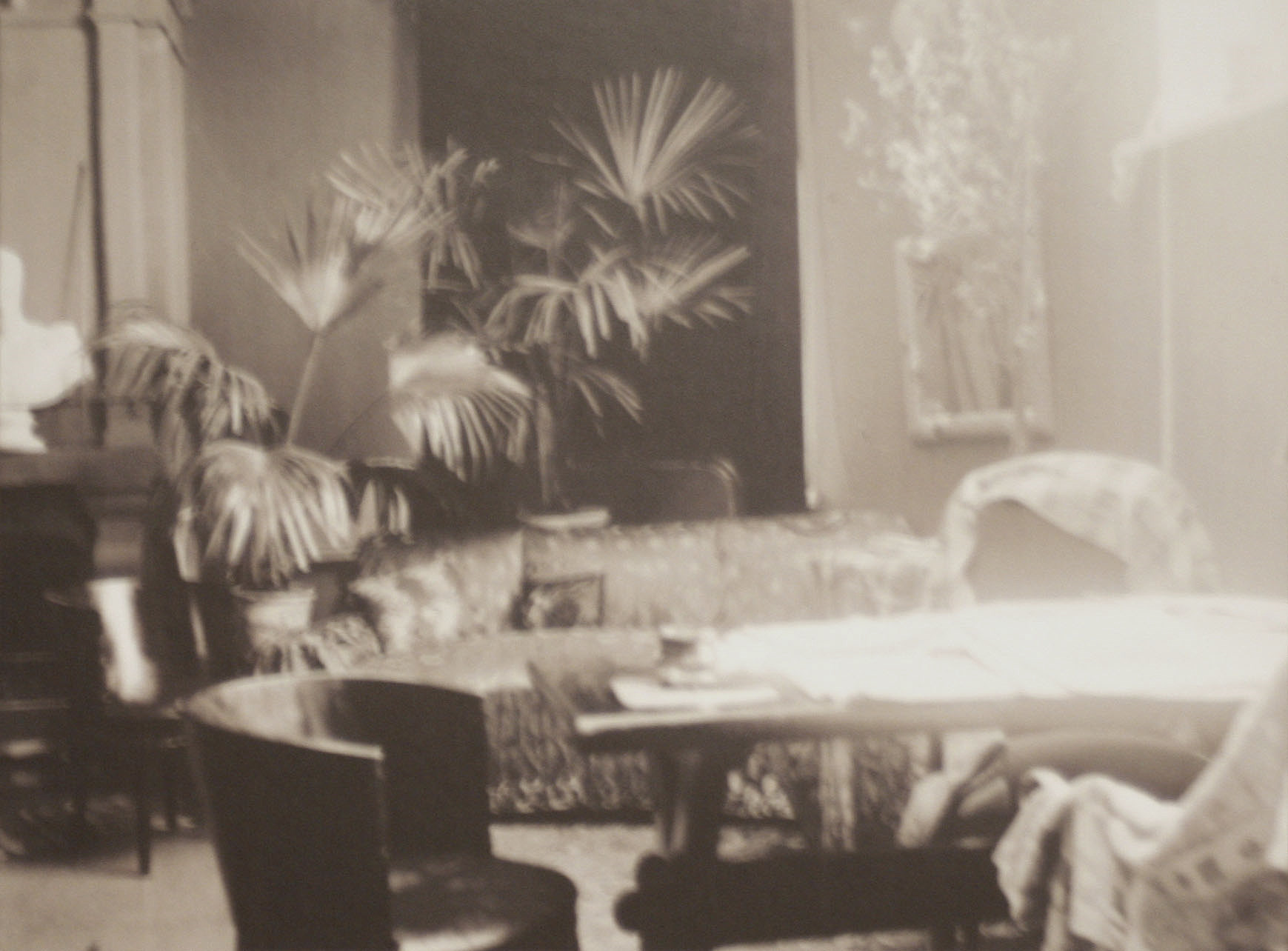
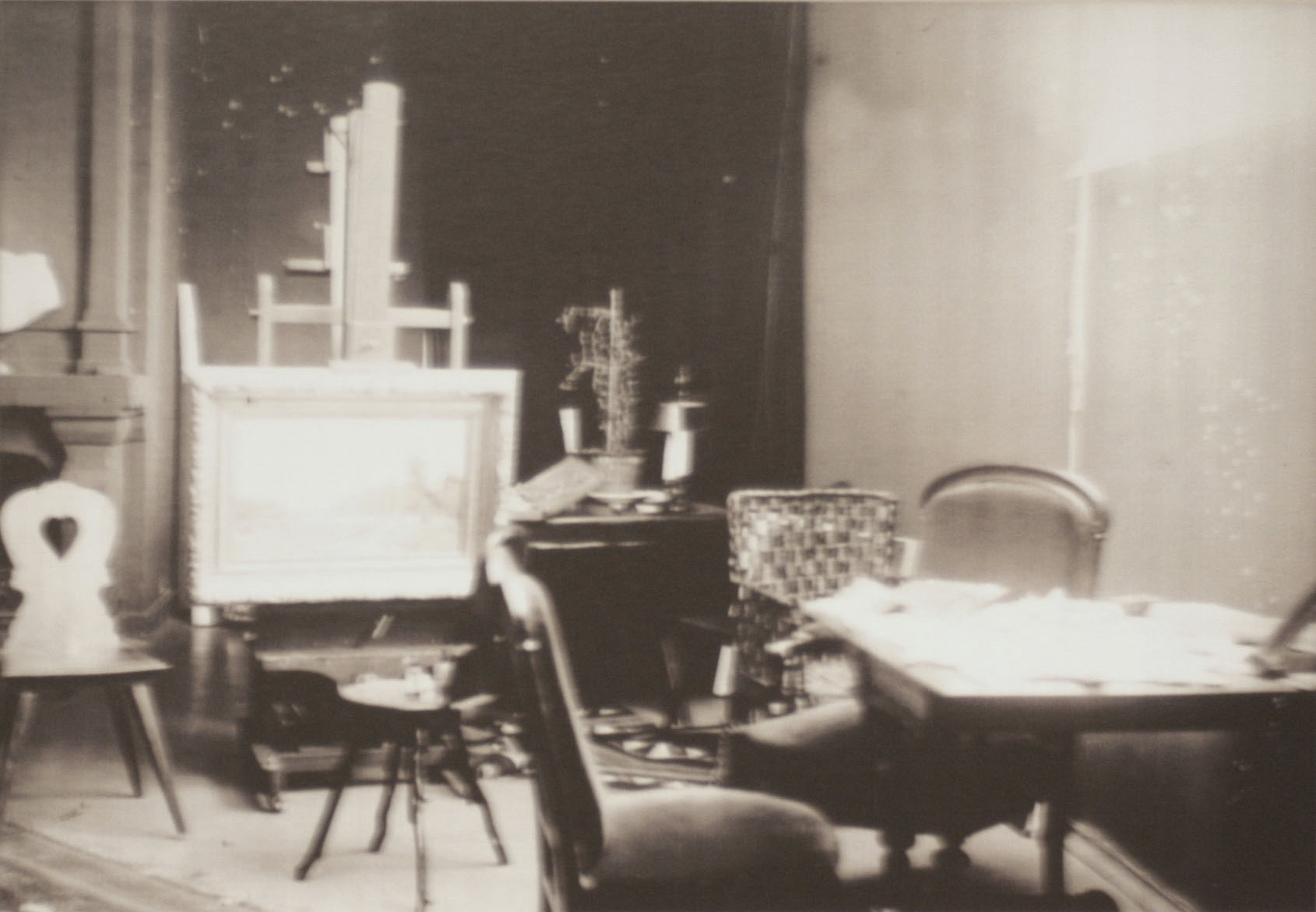
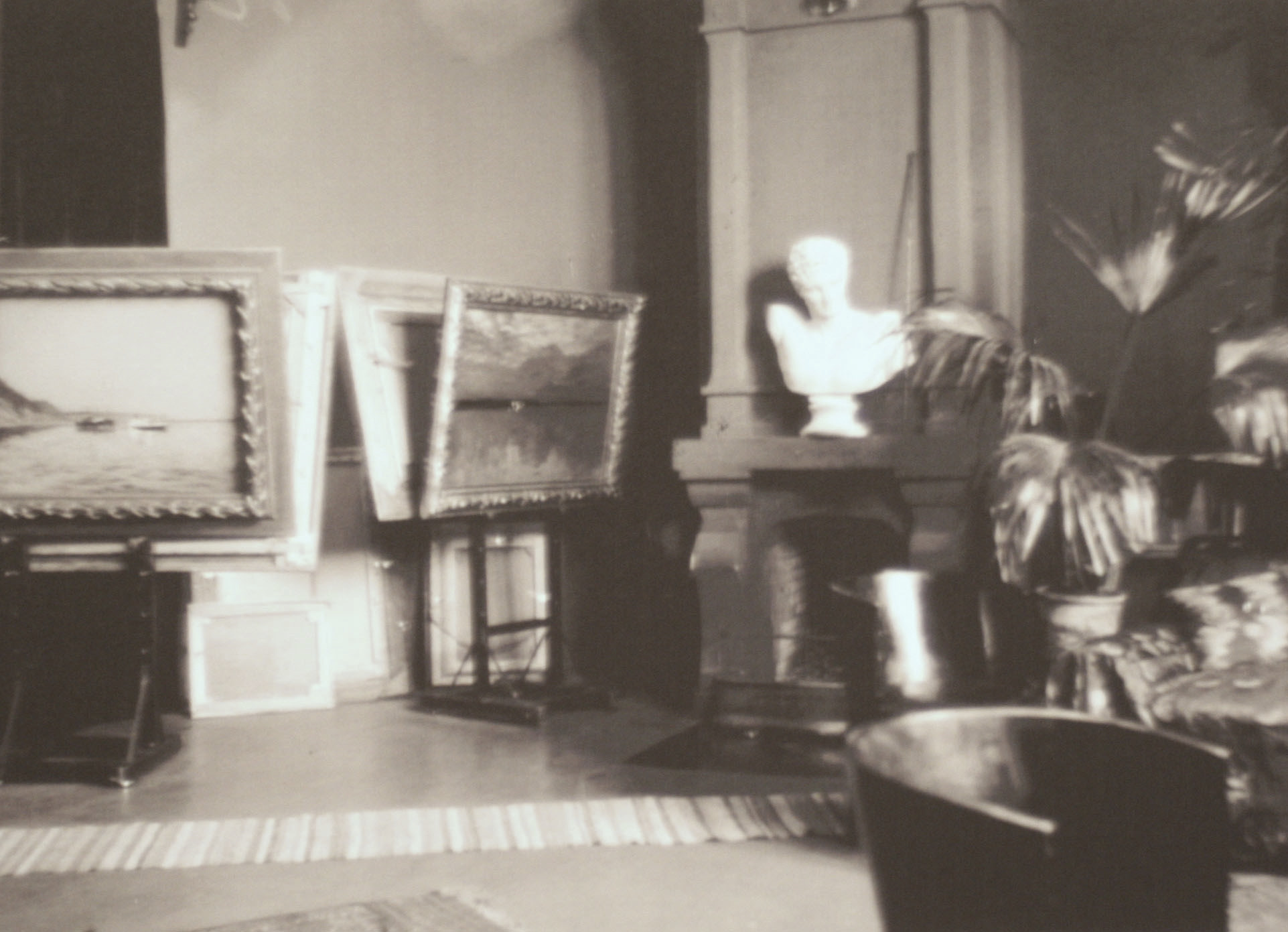
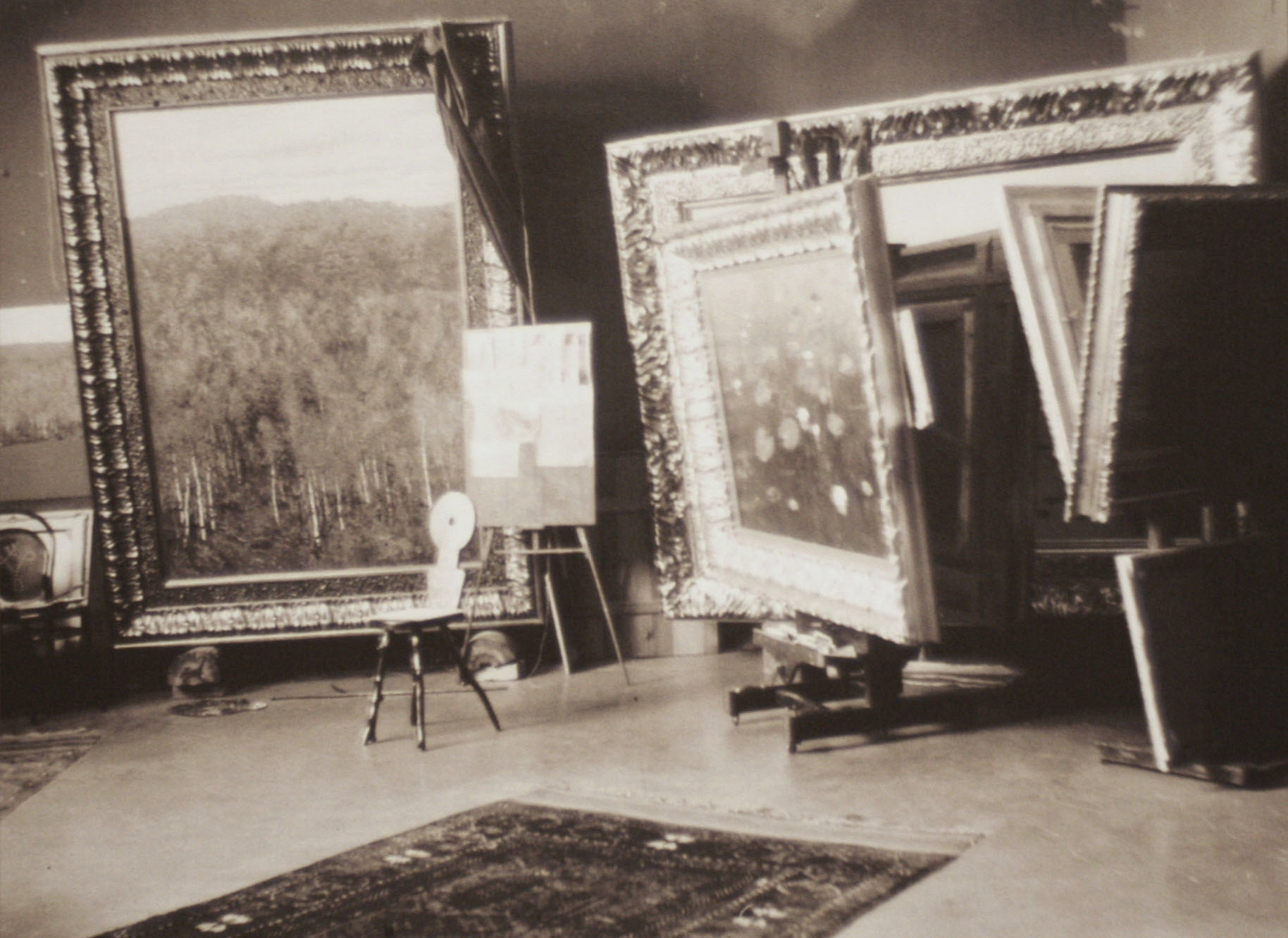

## Современное состояние

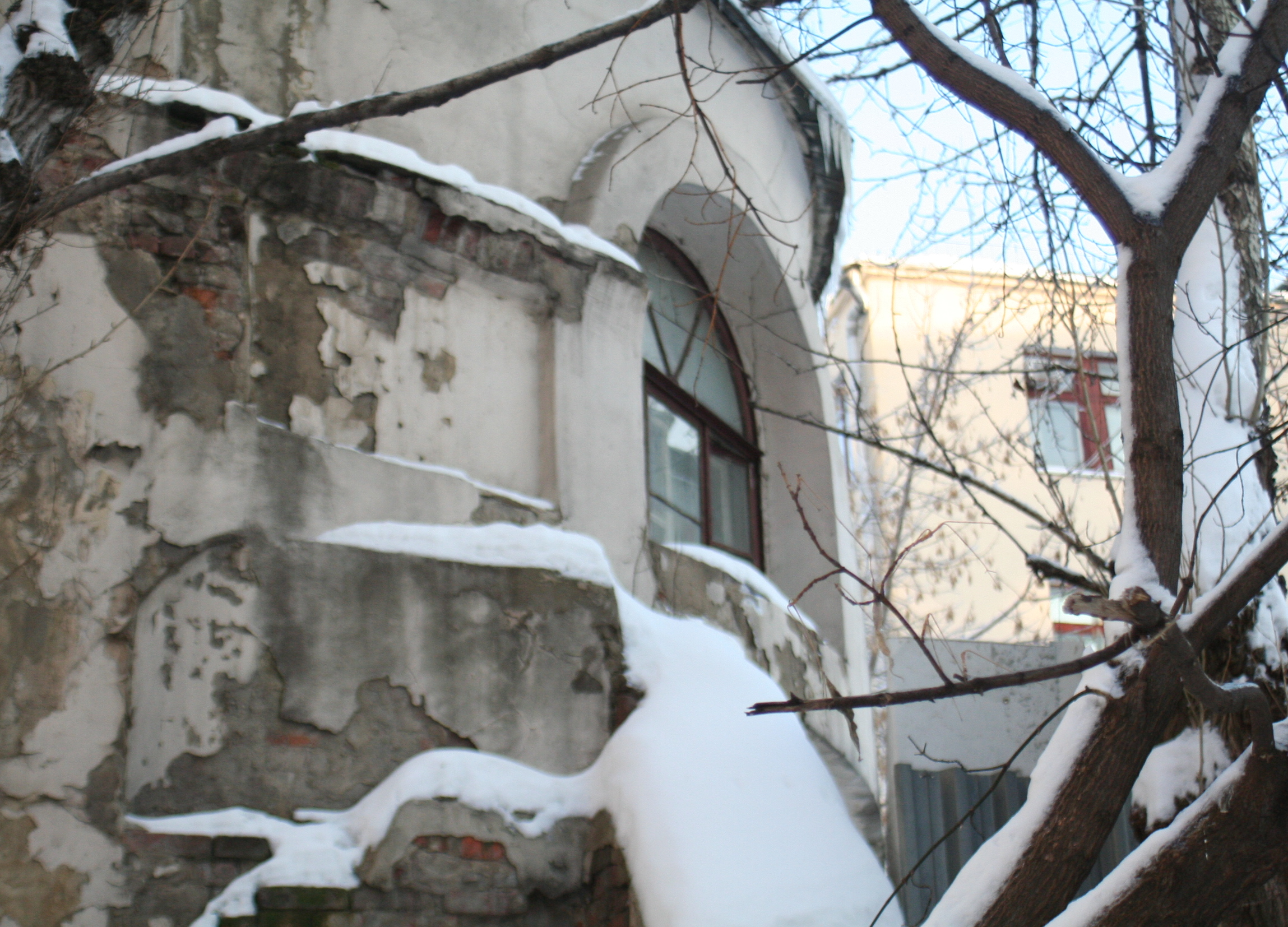
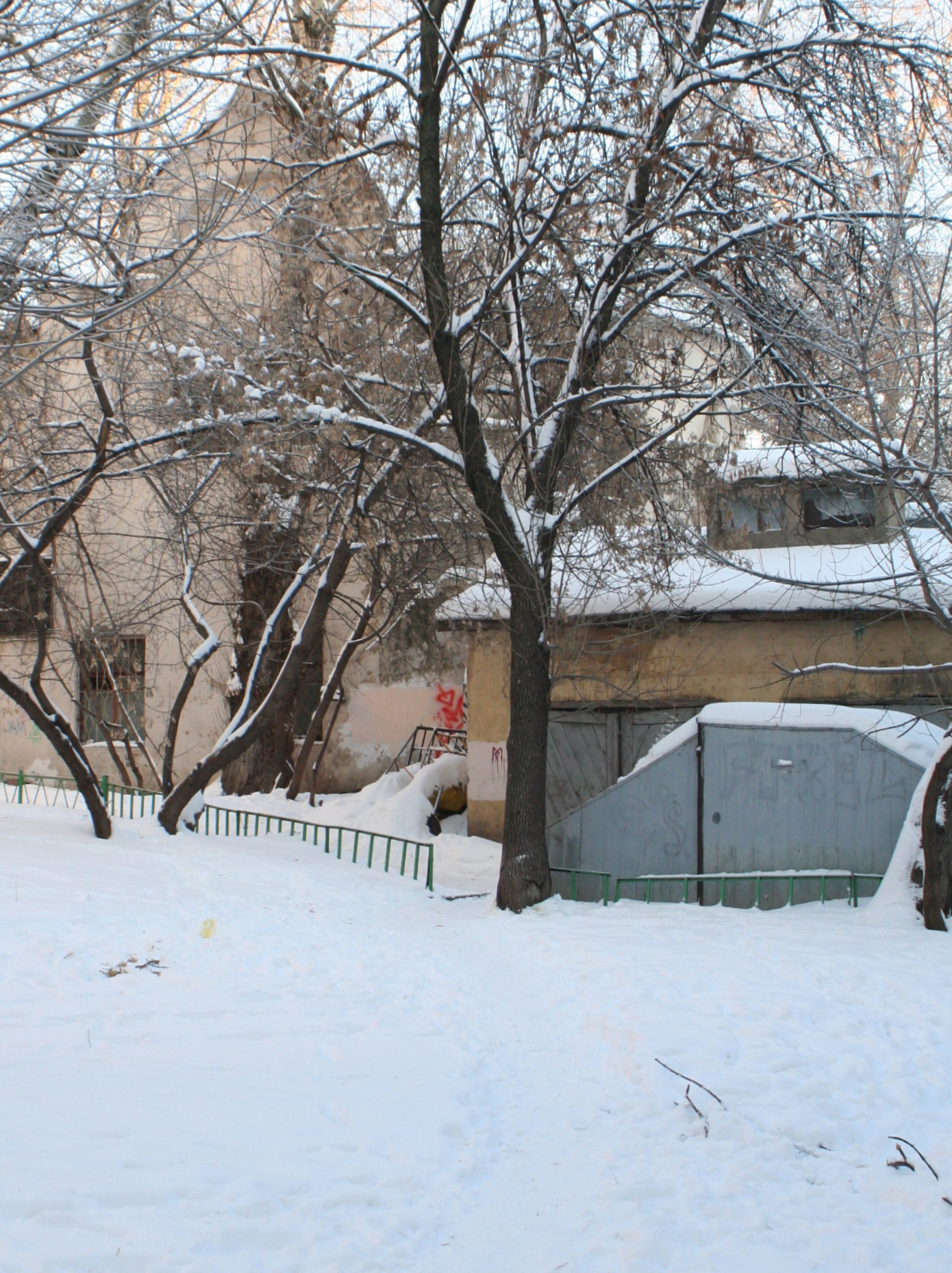
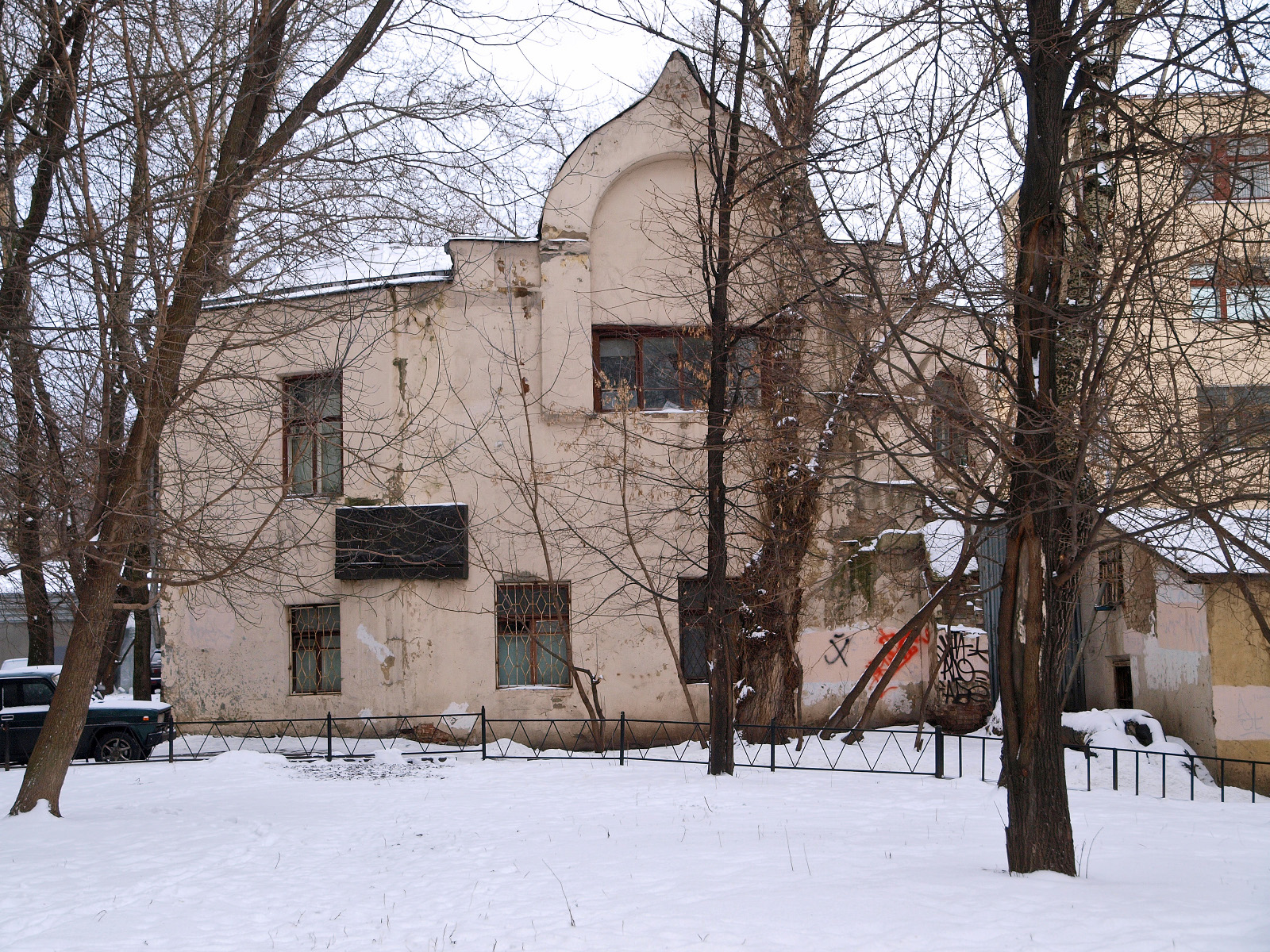
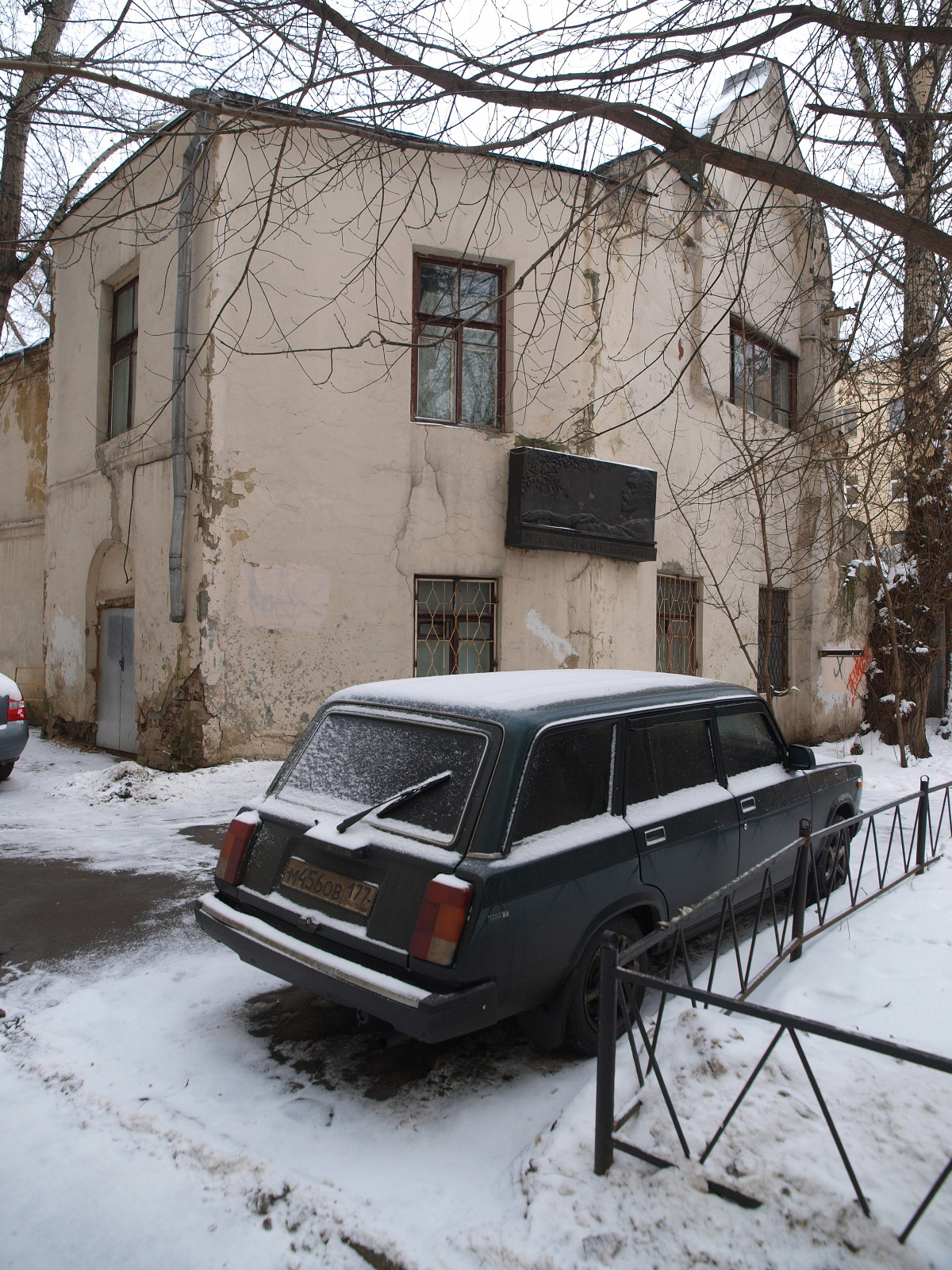
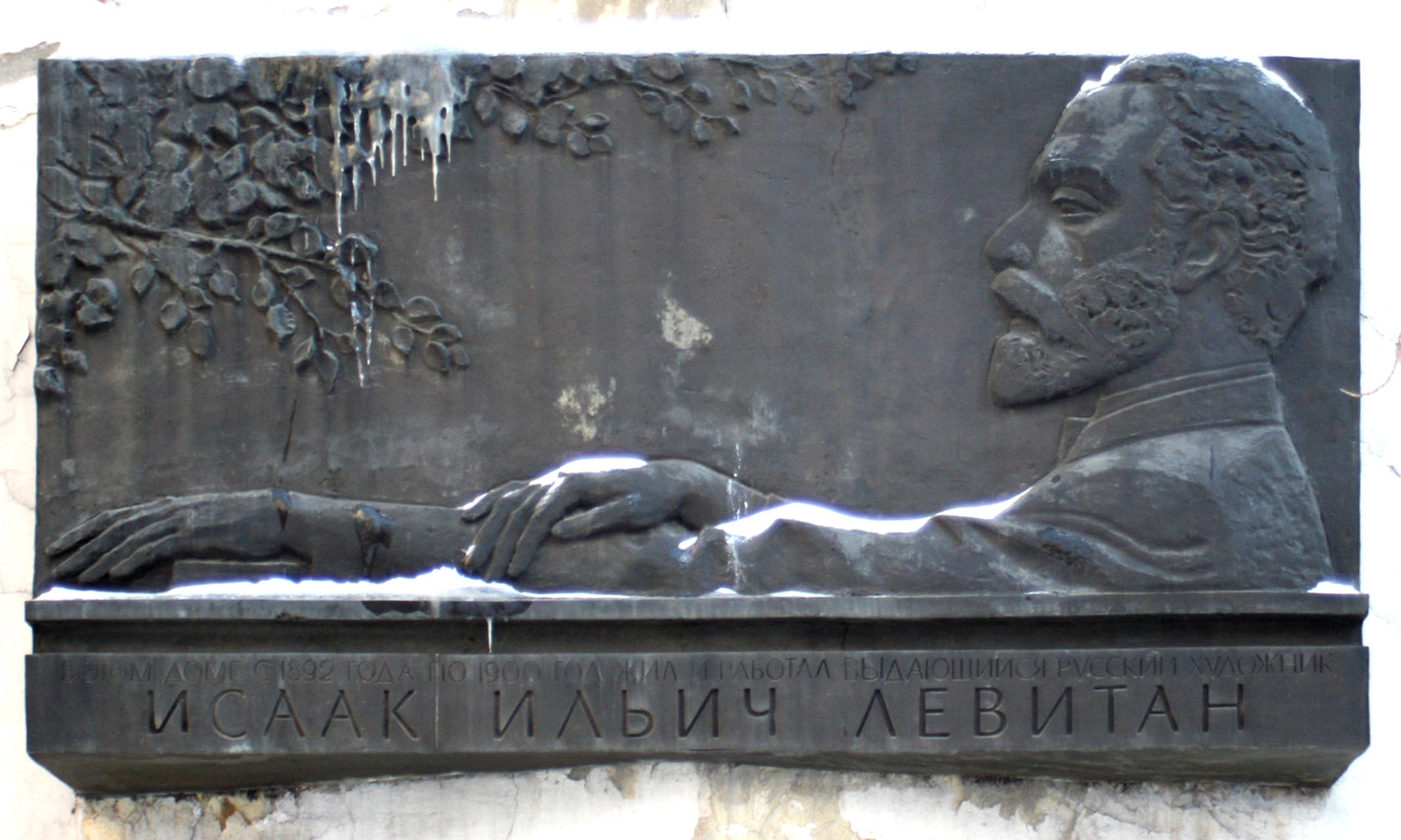

В советское время здание потеряло большинство элементов своего декора. Часть одноэтажного флигеля была снесена. Подход к фасадной части перекрыт забором и гаражом. Установлена мемориальная доска И. И. Левитану. Внутреннее пространство было приспособлено под мастерские аспирантов Российской академии Художеств.
В 2010 году, к 150-летнему юбилею И. И. Левитана, предпринимались попытки восстановить дом, но по состоянию на 2020 год здание оставалось в плачевном состоянии.
В августе 2020 года благотворительный фонд «Хитровка» выступал с предложением о передаче дома-мастерской Третьяковской галерее с целью дальнейшего превращения его в дом-музей художника. А в декабре того же года здание приобрела галерея современного искусства Ovcharenko, выигравшая торги по реализации дома-мастерской, предложив за него самую высокую цену. Основатель галереи Владимир Овчаренко, комментируя предстоящие работы, отметил важность сохранения внешнего облика и духа здания, где будет жить искусство.